# Jõhvi (wieś)
Jõhvi − wieś w Estonii, w prowincji Virumaa Wschodnia, w gminie Jõhvi.